# Melanoplus salmonis
Melanoplus salmonis är en insektsart som beskrevs av Morgan Hebard 1935. Melanoplus salmonis ingår i släktet Melanoplus och familjen gräshoppor. Inga underarter finns listade i Catalogue of Life.